# Мозковий череп
Мозкови́й че́реп, черепна коробка, осьовий череп, нейрокра́ніум (лат. neurocranium) — функціональний відділ черепа, що вміщує головний мозок, органи нюху і слуху, частково захищає також органи зору. Продовжує вперед осьовий скелет тулуба (хребет).

## У людини
Черепна коробка людини складається з таких кісток:
- Лобова кістка — утворює передню і частково верхню стінки черепної коробки.
- Тім'яні кістки (права і ліва, розділені сагітальним швом).
- Клиноподібна кістка — поміщається усередині черепа, лише незначні ділянки виступають на поверхню.
- Скроневі кістки (права і ліва, по обох боках). Має кілька відростків: соскоподібний, виличний, шилоподібний.
- Потилична кістка — утворює нижню і частково задню стінку черепної коробки. Суглобові вирости в її нижній частині з'єднуються з атлантом.
- Решітчаста кістка — поміщається усередині черепа.

### Шви
- Вінцевий шов (sutura coronalis) — з'єднує лобову кістку з тім'яними
- Лобово-виличний шов (sutura frontozygomatica) — з'єднує лобову кістку з виличними
- Лобово-клиноподібний шов (sutura sphenofrontalis) — з'єднує лобову кістку з клиноподібною (у двох місцях)
- Сагітальний або стрілочний шов (sutura sagittalis) — з'єднує між собою тім'яні кістки
- Лямбдоподібний шов (sutura lambdoidea) — з'єднує потиличну кістку з тім'яними
- Тім'яно-соскоподібний шов (sutura parietomastoidea) — з'єднує кожну з тім'яних кісток зі скроневими (у ділянці соскоподібного відростка)
- Лускатий шов (sutura squamosa) — з'єднує кожну з тім'яних кісток зі скроневими (у ділянці луски)
- Клиноподібно-тім'яний шов (sutura sphenoparietalis) — з'єднує кожну з тім'яних кісток з клиноподібною
- Потилично-соскоподібний шов (sutura occipitomastoidea) — з'єднує потиличну кістку зі скроневими кістками (у ділянці соскоподібного відростка)
- Клиноподібно-лускатий шов (sutura sphenosquamosa) — з'єднує кожну зі скроневих кісток з клиноподібною
- Клиноподібно-виличний шов (sutura sphenozygomatica) — з'єднує клиноподібну кістку з виличною
- Скронево-виличний шов (sutura temporozygomatica) — з'єднує виличний відросток скроневої кістки з виличною кісткою
- Лобово-носовий шов (sutura frontonasalis) — з'єднує лобову кістку з носовими
- Лобово-верхньощелепний шов (sutura frontomaxillaris) — з'єднує лобову кістку з верхньощелепною

## У тварин
Розділяється на відділи — задній (хордальний), такий, що розвивається навколо переднього кінця хорди, і передній (прехордальний), або трабекулярний. У кистеперих риб прехордальний і хордальний відділи завжди залишаються розділеними, у решти риб і наземних хребетних вони зливаються на ранніх стадіях розвитку. У більшості груп хребетних в хрящовому дні, в потиличній і бічних стінках мозкового черепа формуються заступні окостеніння (сфеноїди, етмоїди, вушні і потиличні кістки). Хрящова кришка мозкового черепа майже ніколи не буває повною. Зверху мозковий череп закривають накладні кістки дерматокраніума: носові, лобові, тім'яні. Накладні кістки розвиваються також і по дну мозкового черепа (лемеші, парасфеноїд). У сучасних круглоротих і хрящових риб мозковий череп хрящовий.